# Hypericum salsugineum
Hypericum salsugineum är en johannesörtsväxtart som beskrevs av Robson och Hub.-mor.. Hypericum salsugineum ingår i släktet johannesörter, och familjen johannesörtsväxter. Inga underarter finns listade i Catalogue of Life.